# Afroarctia nebulosa
Afroarctia nebulosa là một loài bướm đêm thuộc phân họ Arctiinae, họ Erebidae.